# Els fills dels mosqueters
 Els fills dels mosqueters  (original: At Sword's Point) és una pel·lícula estatunidenca dirigida per Lewis Allen, estrenada el 1952 i doblada al català.

## Argument
França, 1648: Richelieu i Lluís XIII han mort, el nou rei és un menor, i el Duc de Lavalle està en oberta rebel·lió, planejant prendre el poder. La reina de França rep l'amenaça d'una conspiració contra el seu regnat, i com a últim recurs, decideix enviar un missatger perquè vagi a buscar als famosos mosqueters. Aquests, que són massa vells, envien els seus fills. Claire, la filla d'Athos, tan destra amb l'espasa com el que més, es disfressa d'home per lluitar al costat d'ells.

## Repartiment
- Cornel Wilde: D'Artagnan
- Maureen O'Hara: Clara, filla d'Athos
- Dan O'Herlihy: Aramis
- Alan Hale Jr.: Porthos
- Robert Douglas: Duc de Lavalle
- Gladys Cooper: Anna d'Espanya
- June Clayworth: Comtessa Claudine
- Blanche Yurka: Madame Michom
- Nancy Gates: Princesa Henriette
- Edmund Breon: El camarlenc de la reina
- Peter Milles: El jove Lluís XIV de França
- George Petrie: Chalais
- Moroni Olsen: El vell Porthos

## Crítica
- Poc inspirada, tot i que mecànicament àgil, pel·lícula d'aventures que intenta amb poc èxit emular els brillants resultats que va assolir en aquest gènere George Sidney[2]
- "Els fills dels mosqueters", una producció de Jerrold T. Brandt per la R. K. O., amb guió de Walter Ferris i Joseph Hoffman que ha dibuixat simplement una idea d'història com una marató de gimnàstica solemne, acabada amb diàlege pomposos, buits. Sota la direcció igualment pedestre de Lewis Allen, els participants estan esbufegant en va. Els elàstics salvadors de França són Mr. Wilde, Dan O'Herlihy i Alan Hale Jr., amb l'encantadora Miss O'Hara, en vestits d'home. Tots ells amunt i vall, portant les forces del dolent Robert Douglas, i finalment rescatant el príncep hereu en un atropelladament clímax que s'assembla una convenció d'esgrima.[3]